# Monstrilla wandelii
Monstrilla wandelii is een eenoogkreeftjessoort uit de familie van de Monstrillidae. De wetenschappelijke naam van de soort is voor het eerst geldig gepubliceerd in 1913 door Stephensen.